# Артур, Линдон
Линдон Артур (англ. Lyndon Arthur; род. 13 июня 1991, Манчестер, Ланкашир, Англия, Великобритания) — английский боксёр-профессионал выступающий в полутяжёлой весовой категории. Двукратный серебряный призёр национального чемпионата Англии (2014, 2016) в любителях.
Среди профессионалов бывший чемпион мира по версии IBO (2023) и претендент на титул чемпиона мира по версии WBA Super (2023), чемпион по версии WBO Inter-Continental (2020—2021), чемпион Британского Содружества (2019—2021) в полутяжёлом весе.
Лучшая позиция по рейтингу BoxRec — 13-я (декабрь 2023) и является 9-м среди британских боксёров полутяжёлой весовой категории, а по рейтингам основных международных боксёрских организаций занимает: 7-ю строку рейтинга WBA и 9-ю строку рейтинга IBF, — входя в ТОП-15 лучших полутяжеловесов всего мира.

## Биография
Линдон Артур родился 13 июня 1991 года в Манчестере, в Англии.
Артур происходит из бойцовской семьи и является двоюродным братом чемпиона Британского Содружества в супер-полулёгком весе Зельфы Барретта и бывшего претендента на титулы чемпиона Великобритании, Европы и мира Пэта Барретта, — который также является его тренером.

## Любительская карьера
Будучи любителем, Артур провёл около 50 боёв. Он стал двукратным серебряным призёром в весе до 81 кг взрослого национального чемпионата Англии, в конце апреля 2014 года в финале проиграв Джошуа Буатси, и в начале мая 2016 года в финале проиграв Тому Уиттакер-Харту.
В 2016 году он также участвовал в Полупрофессиональной лиге бокса World Series of Boxing выступая за команду British Lionhearts.

## Профессиональная карьера
Профессиональную боксёрскую карьеру Артур начал 24 сентября 2016 года, победив решением судьи (счёт: 40—35) своего соотечественника Энди Нейлона (2-11-1).
12 октября 2019 года в Лидсе (Великобритания) единогласным решением судей (счёт: 117—110, 117—111, 115—112) победил опытного ганца Эммануэля Анима (14-2-1, 12 KO), и завоевал вакантный титул чемпиона Британского Содружества в полутяжёлом весе.
31 июля 2020 года в Лондоне (Великобритания) единогласным решением судей (счёт: 119—109, 116—112, 116—113) победил соотечественника Дека Спельмана (16-3, 8 КО), и защитил титул чемпиона Британского Содружества (1-я защита Артура) в полутяжёлом весе.
5 декабря 2020 года в Лондоне раздельным решением судей (счёт: 111—117, 115—114 — дважды) победил опытного соотечественника Энтони Ярда (20-1, 19 КО), и завоевал вакантный титул чемпиона по версии WBO Inter-Continental, и защитил титул чемпиона Британского Содружества (2-я защита Артура) в полутяжёлом весе.
10 июля 2021 года в Лондоне, досрочно техническим нокаутом в 9-м раунде победил небитого итальянца Давиде Фарачи (15-0, 7 КО), и защитил титул чемпиона по версии WBO Inter-Continental (1-я защита Артура) в полутяжёлом весе.
4 декабря 2021 года в Лондоне, досрочно нокаутом в 4-м раунде проиграл в бою-реванше с соотечественником Энтони Ярдом (21-2, 20 KO), и потерял титулы чемпиона по версии WBO Inter-Continental (2-я защита Артура), и чемпиона Британского Содружества (3-я защита Артура) в полутяжёлом весе.
17 сентября 2022 года в Болтоне, досрочно техническим нокаутом в 6-м раунде победил опытного аргентинца Вальтера Габриэля Секейра (25-9-1, 17 KO).
24 марта 2023 года в Болтоне, в трудном конкурентном бою, единогласным решением судей (счёт: 99—91, 98—92, 96—93) победил соотечественника Бориса Крайтона (10-1, 7 КО).

### Бой с Брайаном Суаресом
1 сентября 2023 в Болтоне, досрочно нокаутом в 10-м раунде победил опытного аргентинского нокаутёра Брайана Нагуэля Суареса (18-1, 17 KO), и завоевал вакантный титул чемпиона мира по версии IBO в полутяжёлом весе.

### Чемпионский бой с Дмитрием Биволом
23 декабря 2023 года в рамках крупного боксерского шоу в Эр-Рияде (Саудовская Аравия) проиграл единогласным решением судей 33-летнему небитому российскому чемпиону мира Дмитрию Биволу, в объединённом бою за титул чемпиона мира по версиям WBA Super (6-я защита Бивола) и IBO (1-я защита Артура) в полутяжёлом весе. Этот бой стал третьим по значимости в главном событии вечера бокса с поединком между топовыми супертяжеловесами «Энтони Джошуа — Отто Валлин». На протяжении всей дистанции так и не смог оказать серьезного сопротивления. Почти все раунды проходили в режиме "выживание". В 11-м раунде побывал в нокдауне после удара по печени, но всё же смог закончить бой на своих ногах проиграв по запискам судей:120—107.

### Бой с Лиамом Кэмероном
21 июня 2024 года в Болтоне (Англия) провел бой с неуступчивым соотечественником Лиамом Кэмероном (23-5). Первая половина боя осталось за более активным Кэмероном. Вначале третьего раунда с Артура было снято очко за удар после гонга в концовке второго раунда. В 6-м раунде уже Кэмерона было снято очко за удары по затылку. Во второй половине боя Кэмерон сильно устал и провел пассивно, но продолжал периодически оказывать упорное сопротивление. Артур шедший до боя фаворитом смог улучшить позиции у судей только за счёт последних 2-3 раундов. Счёт по итогам 10-и раундов был раздельный: 95—93, 97—91 Артуру, 93—95 Кэмерону. Изначально поединок шел за вакантный интерконтинентальный титул WBA, но Линдон не уложился в лимит полутяжелого веса, поэтому несмотря на победу пояс остался вакантным.

### Третий бой с Энтони Ярдом
26 апреля 2025 года на Tottenham Hotspur Stadium в Лондоне (Англия) в андеркарде боя Юбэнк-младший - Бенн в третий раз встретился с рейтинговым соотечественником Энтони Ярдом. Бой выдался скучным и не изобиловал событиями. На протяжении боя Ярд выглядел лучше: был более активным, работал первым номером, но не смог завершить бой досрочно. Артур был пассивен, часто застаивался у канатов и работал в контратакующем стиле. На кону боя стоял второстепенный титул WBA Intercontinental. Счет судей единогласно пользу Ярда: 115-113, 116-112 - дважды.

## Статистика профессиональных боёв
В таблице перечислены результаты всех поединков боксёров.
В каждой строке указан результат поединка. Дополнительно номер поединка обозначен цветом, который обозначает итог поединка. Расшифровка обозначений и цветов представлена в нижеследующей таблице.
| Пример | Расшифровка                     |
| ------ | ------------------------------- |
|        | Победа                          |
|        | Ничья                           |
|        | Поражение                       |
|        | Планируемый поединок            |
|        | Поединок признан несостоявшимся |
| КО     | Нокаут                          |
| ТКО    | Технический нокаут              |
| PTS    | Решение судей (по очкам)        |
| UD     | Единогласное решение судей      |
| MD     | Решение большинства судей       |
| SD     | Раздельное решение судей        |
| RTD    | Отказ от продолжения боя        |
| DQ     | Дисквалификация                 |
| NC     | Поединок признан несостоявшимся |

| 27 поединков, 24 победы (16 нокаутом), 3 поражения. | 27 поединков, 24 победы (16 нокаутом), 3 поражения. | 27 поединков, 24 победы (16 нокаутом), 3 поражения. | 27 поединков, 24 победы (16 нокаутом), 3 поражения. | 27 поединков, 24 победы (16 нокаутом), 3 поражения.             | 27 поединков, 24 победы (16 нокаутом), 3 поражения. | 27 поединков, 24 победы (16 нокаутом), 3 поражения. |
| Бой                                                 | Рекорд                                              | Дата боя                                            | Соперник                                            | Место проведения боя                                            | Результат                                           | Примечание |
| --------------------------------------------------- | --------------------------------------------------- | --------------------------------------------------- | --------------------------------------------------- | --------------------------------------------------------------- | --------------------------------------------------- | --- |
| 27                                                  | 24-3                                                | 26 апреля 2025                                      | Энтони Ярд (3) (26-3)                               | Tottenham Hotspur Stadium, Лондон, Великобритания               | UD 12                                               | Счёт судей: 116-112 (дважды), 115-113. |
| 26                                                  | 24-2                                                | 21 июня 2024                                        | Лиам Кэмерон (23-5)                                 | Bolton Whites Hotel, Болтон, Великобритания                     | SD 10                                               | Счёт судей: 93-95, 97-91, 95-93. |
| 25                                                  | 23-2                                                | 23 декабря 2023                                     | Дмитрий Бивол (21-0)                                | Kingdom Arena, Эр-Рияд, Саудовская Аравия                       | UD 12                                               | Счёт: 107-120 (трижды). Объединённый бой за титул чемпиона мира по версиям WBA Super (6-я защита Бивола) и IBO (1-я защита Артура) в полутяжёлом весе.                                      |
| 24                                                  | 23-1                                                | 1 сентября 2023                                     | Брайан Нагуэль Суарес (18-1)                        | De Vere Whites Hotel, Болтон, Большой Манчестер, Великобритания | KO 10 (12), 2:55                                    | Завоевал вакантный титул чемпиона мира по версии IBO в полутяжёлом весе. |
| 23                                                  | 22-1                                                | 24 марта 2023                                       | Борис Крайтон (10-1)                                | De Vere Whites Hotel, Болтон, Большой Манчестер, Великобритания | UD 10                                               | Счёт: 99-91, 98-92, 96-93. |
| 22                                                  | 21-1                                                | 2 декабря 2022                                      | Джоэл Макинтайр (20-4)                              | De Vere Whites Hotel, Болтон, Большой Манчестер, Великобритания | TKO 2 (10), 1:46                                    | |
| 21                                                  | 20-1                                                | 17 сентября 2022                                    | Вальтер Габриэль Секейра (25-9-1)                   | De Vere Whites Hotel, Болтон, Большой Манчестер, Великобритания | TKO 6 (8), 2:24                                     | |
| 20                                                  | 19-1                                                | 4 декабря 2021                                      | Энтони Ярд (2) (21-2)                               | Коппер-Бокс, Олимпийский парк, Лондон, Великобритания           | KO 4 (12), 1:27                                     | В реванше потерял титулы чемпиона по версии WBO Inter-Continental (2-я защита Артура) и чемпиона Британского Содружества (3-я защита Артура) в полутяжёлом весе.                            |
| 19                                                  | 19-0                                                | 10 июля 2021                                        | Давиде Фарачи (15-0)                                | Альберт-холл, Кенсингтон, Лондон, Великобритания                | TKO 9 (10), 2:50                                    | Защитил титул чемпиона по версии WBO Inter-Continental (1-я защита Артура) в полутяжёлом весе.                                                                                              |
| 18                                                  | 18-0                                                | 5 декабря 2020                                      | Энтони Ярд (20-1)                                   | Church House, Вестминстер, Лондон, Великобритания               | SD 12                                               | Счёт: 111-117, 115-114 (дважды). Завоевал вакантный титул чемпиона по версии WBO Inter-Continental и защитил титул чемпиона Британского Содружества (2-я защита Артура) в полутяжёлом весе. |
| 17                                                  | 17-0                                                | 31 июля 2020                                        | Дек Спельман (16-3)                                 | BT Sport Studio, Стратфорд, Лондон, Великобритания              | UD 12                                               | Счёт: 119-109, 116-112, 116-113. Защитил титул чемпиона Британского Содружества (1-я защита Артура) в полутяжёлом весе.                                                                     |
| 16                                                  | 16-0                                                | 12 октября 2019                                     | Эммануэль Аним (14-2-1)                             | First Direct Arena, Лидс, Йоркшир, Великобритания               | UD 12                                               | Счёт: 117-110, 117-111, 115-112. Завоевал вакантный титул чемпиона Британского Содружества в полутяжёлом весе.                                                                              |
| 15                                                  | 15-0                                                | 15 июня 2019                                        | Анджей Солдра (15-6-1)                              | First Direct Arena, Лидс, Йоркшир, Великобритания               | TKO 1 (8), 2:25                                     | |
| …                                                   |                                                     |                                                     |                                                     |                                                                 |                                                     | |
| 1                                                   | 1-0                                                 | 24 сентября 2016                                    | Энди Нейлон (2-11-1)                                | Манчестер Арена, Манчестер, Ланкашир, Великобритания            | PTS 4                                               | Счёт: 40-35. Профессиональный дебют. |
| Бой                                                 | Рекорд                                              | Дата боя                                            | Соперник                                            | Место проведения боя                                            | Результат                                           | Примечание |